# 윤혜영 (양궁 선수)
윤혜영(尹惠榮, 1977년 3월 15일 ~ )은 대한민국의 양궁 선수이다. 1996년 하계 올림픽 양궁 여자 단체전에서 금메달을 획득하였다.